# Tatsuya
Tatsuya ist ein männlicher japanischer Vorname.

## Namensträger
- Tatsuya Egawa (* 1961), japanischer Mangazeichner
- Tatsuya Fujiwara (* 1982), japanischer Schauspieler
- Tatsuya Ishihara (* 1966), japanischer Filmregisseur
- Tatsuya Itō (* 1997), japanischer Fußballspieler
- Tatsuya Matsuda (* 1965), japanischer Synchronsprecher
- Tatsuya Nakadai (* 1932), japanischer Schauspieler
- Tatsuya Shiji (* 1938), japanischer Fußballspieler
- Tatsuya Takahashi (1931–2008), japanischer Jazzmusiker
- Tatsuya Tanaka (Fußballspieler, 1982) (* 1982), japanischer Fußballspieler
- Tatsuya Tanaka (Fußballspieler, 1992) (* 1992), japanischer Fußballspieler
- Tatsuya Tsuboi (* 17. 2002), japanischer Eiskunstläufer
- Tatsuya Yanagiya (* 1964), japanischer Badmintonspieler